# Makibär
Der Makibär (Bassaricyon alleni) ist eine Art in der Gattung Makibären, die zur Familie der Kleinbären (Procyonidae) gehört. Der wissenschaftliche Artname ehrt den Zoologen Joel Asaph Allen (1838–1921).

## Merkmale
Der Makibär ist eine mittelgroße Art der Makibären, kleiner als der Mittelamerika-Makibär (Bassaricyon gabbii) aber größer als der Anden-Makibär (Bassaricyon neblina). Der Körper ist schlank mit relativ kurzen Vorderbeinen und etwas längeren Hinterbeinen. Er erreicht eine Körperlänge von etwa 70,5 bis 98,5 Zentimetern, wobei etwa 40 bis 53 Zentimeter auf den Schwanz entfallen. Die Schwanzlänge liegt damit beim 1,0- bis 1,4fachen der Kopfrumpflänge. Das Körpergewicht liegt bei 1,1 bis 1,5 kg. Die Füße sind breit mit gebogenen Krallen, die Hinterfüße sind etwa 7,2 bis 9,2 Zentimeter lang. Die Ohren sind abgerundet, die Ohrlänge beträgt 3 bis 4,3 Zentimeter. Exemplare vom östlichen Abhang der Anden aus Höhen oberhalb von 1000 Metern haben ein längeres Fell, kürzere Schwänze und sind mehr bräunlich und weniger orange-braun gefärbt als die Tiere aus dem amazonischen Tiefland.
Die Art ähnelt stark ihrer Schwesterart dem Chocó-Makibär (Bassaricyon medius), hat jedoch mehr dunkle Haarspitzen im Rückenfell, wodurch das Fell des Makibären etwas dunkler ist als das des Chocó-Makibären. Der Schädel ist etwas breiter und die Schnauze ein wenig kürzer. Die Paukenblase ist mehr aufgebläht und der vierte Prämolar ist größer. Die Nase des Makibären ist oft rosa, die des Chocó-Makibären dagegen dunkel. Der Makibär ist deutlich größer als Bassaricyon medius medius, die kolumbianische Unterart des Chocó-Makibären und hat etwa die gleichen Körpermaße wie B. m. orinomus, die panamaische Unterart des Chocó-Makibären. Die Färbung des Makibären ist relativ einheitlich, wogegen B. m. orinomus oft einen rötlichen Schwanz hat. Der genetische Abstand des Makibären zum Chocó-Makibären, ermittelt durch eine DNA-Analyse der Gene des Proteins Cytochrom b, beträgt 6 bis 7 %.

## Verbreitung und Lebensraum

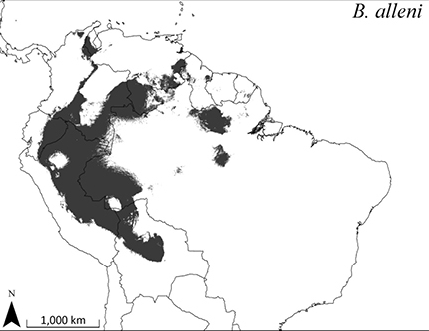
Verbreitungsgebiet des Makibären

Der eigentliche Makibär ist die einzige Makibärenart östlich der Anden. Das sehr große Verbreitungsgebiet liegt in den Regenwäldern des Amazonasbeckens und reicht vom nordwestlichen Bolivien und dem östlichen Peru und Ecuador bis ins westliche Brasilien (Bundesstaaten Amazonas und Acre, wahrscheinlich auch in Roraima und Pará). In Guyana ist die Art durch zwei Exemplare nachgewiesen (die Typusexemplare von Bassaricyon beddardi) Nachweise aus Surinam und Französisch-Guayana fehlen.
In seinem Verbreitungsgebiet lebt der Makibär vom amazonischen Tiefland bis in Höhen von 2000 Metern. Die meisten Tiere leben unterhalb von 1000 Metern aber am östlichen Abhang der Anden, wo der Anden-Makibär fehlt, kommen die Tiere bis in Höhen von 2000 Metern vor.

## Lebensweise und Ökologie
Obwohl der Makibär die am besten untersuchte Art der Gattung ist, ist über seine Lebensweise nur wenig bekannt. Er bewohnt feuchte Wälder und ist nachtaktiv, einzelgängerisch und baumlebend (arboreal), geht jedoch auch auf den Erdboden, um von Baum zu Baum zu gelangen, wenn sich die Kronen nicht berühren. Die Nahrung besteht vor allem aus Früchten, daneben werden Insekten, kleine Nager und Echsen, nestjunge Vögel und Eier verspeist. Bei Bedrohung setzen die Tiere einen übel riechenden Geruch frei. Männchen sind untereinander aggressiv. Die Weibchen bekommen nach einer Tragzeit von 72 bis 74 Tagen ein einzelnes Jungtier.

## Systematik
Der eigentliche Makibär bildet eine Art der Makibären (Gattung Bessaricyon), die derzeit in vier Arten unterteilt wird. Gegenwärtig werden keine Unterarten des Makibären unterschieden. Die Population in Guyana wurde als eigenständige Art beschrieben, Beddards Makibär (Bassaricyon beddardi). Der Holotyp, ein ursprünglich in einem Zoo gehaltenes Exemplar, ist inzwischen verloren gegangen und die Eigenständigkeit der Art konnte niemals bestätigt werden. Morphologisch und molekulargenetisch gibt es kaum Unterschiede zwischen den Exemplaren aus Guyana und Makibären aus dem peruanischen Amazonasgebiet. Bassaricyon beddardi wurde deshalb mit Bassaricyon alleni synonymisiert.

## Gefährdung und Schutz
Die Art wird von der International Union for Conservation of Nature and Natural Resources (IUCN) aufgrund des relativ großen Verbreitungsgebietes und des Vorkommens in zahlreichen Schutzgebieten als „nicht gefährdet“ (Least concern) eingeschätzt. Als Hauptbedrohung für einzelne Populationen wird der Lebensraumverlust durch Entwaldung angesehen.